# واینو والیاس
واینو والیاس (استونیایی: Vaino Väljas؛ زادهٔ ۲۸ مارس ۱۹۳۱ – درگذشتهٔ ۱۶ ژانویه ۲۰۲۴) سیاست‌مدار اهل استونی بود. وی از ۱۹۸۸ تا ۱۹۹۰ دبیرکل حزب کمونیست استونی بود.
واینو والیاس در ۱۶ ژانویه ۲۰۲۴، در سن ۹۲ سالگی درگذشت.
وی همچنین برندهٔ جوایزی همچون نشان پرچم سرخ کار و نشان لنین شده‌است.